# Hana Yori Dango Returns
Hana Yori Dango Returns (em japonês 花より男子 ~リターンズ~, também conhecida como Hana Yori Dango 2) é uma série de televisão japonês transmitido pela TBS em 2007. É a continuação de Hana Yori Dango em 2005 e baseado no mangá japonês shōjo, Boys Over Flowers escrito por Yoko Kamio.

## Elenco

### Elenco principal
- Mao Inoue como Makino Tsukushi
- Jun Matsumoto como Domyouji Tsukasa
- Shun Oguri como Hanazawa Rui
- Shota Matsuda como Nishikado Soujiro
- Tsuyoshi Abe como Mimasaka Akira

### Elenco de apoio
- Aki Nishihara como Matsuoka Yuki
- Mayumi Sada como Shizuka Todo
- Seto Saki como Asai Yuriko
- Fukada Aki como Ayuhara Erika
- Matsuoka Emiko como Yamano Minako
- David Ito como Nishida
- Megumi Sato como Sakurako Sanjo
- Nanako Matsushima como Tsubaki Domyoji
- Mariko Kaga como Kaede Domyoji
- Takako Kato como Sachiyo Sengoku (Okami-San)
- Susumu Kobayashi como Haruo Makino
- Mako Ishino como Chieko Makino
- Satoshi Tomiura como Susumu Makino

### Convidados
- Ikuta Toma como Oribe Junpei (Episódio 1)
- Yanagisawa Takahiko como Irmão Mais Velho do Junpei (Episódio 1)
- Nakae Daiki como Oribe Shingo (Episódio 1)
- Kaku Tomohiro como Sawatari Shingo, The Bully Student (Episódio 1)
- Fujisaki Yurie como Maeda Miki (Episódio 1)
- Hagiwara Kazuki (Episódio 1)
- Oomasa Aya como estudante de classe 3-C
- Saito Michi como estudante de classe 3-C
- Tsurumi Shingo como Uchida Ken (funcionário do Domyoji Group, Episódio 1-10)
- Suigetsu Mai como a esposa de Uchida Ken (Episódio 1-6)
- Hashida Honoka como o filho de Uchida Ken (Episódio 1-6)
- Miyazaki Midori como o filho de Uchida Ken (Episódio 1-6)
- Asaoka Satoshi (Episódio 1,2)
- Nishimura Tomomi como a mãe de Akira (Episódio 3)
- Kitayama Imari como a irmã de Akira (Episódio 3)
- Kitayama Himawari como a irmã de Akira (Episódio 3)
- Kanjiya Shihori como Hinata Sara (Episódio 3-7)
- Sasaki Katsuhiko como o pai de Shigeru (Episódio 3,8)
- Mitani Yumi como a mãe de Shigeru (Episódio 3,8)
- Misuzawa Nako como Miyuki (Episódio 5)
- Sasaki Sumie como Tama (Episódio 6,9)
- Asanuma Shinpei como o principal da Hidenori Gakuen (Episódio 6)
- Yatsu Isao (Episódio 6)
- Yasuda Yoko (Episódio 6)
- Saito Yukino como um amigo de F4 (Episódio 6)
- Morita Konomi como um amigo de F4 (Episódio 6,7)
- Tanaka Kei como o noivo de Hinata Sara (Episódio 7)
- Yakura Akira como o marido de Tama (Episódio 8)
- Tanaka Natsuko como Tama (jovem, Episódio 8)
- Okayama Hajime como o pai da Yuuki (Episódio 9)
- Hiki Rie como a mãe de Yuuki (Episódio 9)
- Yamamoto Kei (Episódio 10)
- Toda Erika como Nakashima Umi (Episódio 10,11)
- Higashino Kouji como membro da equipe de resgate (Episódio 11)
- Komoriya Toru como o repórter (Episódio 11)
- Matsumoto Tamaki

## Créditos de produção
- Escrita original: Kamio Yoko
- Roteirista: Satake Mikio
- Produtores: Setoguchi Katsuaki, Mishiro Shinichi
- Administração: Ishii Yasuharu, Tsuboi Toshio, Atsushi Takei
- Música: Kosuke Yamashita